# Hackelia ibapensis
Hackelia ibapensis är en strävbladig växtart som beskrevs av L. Shultz och J. Shultz. Hackelia ibapensis ingår i släktet Hackelia och familjen strävbladiga växter. Inga underarter finns listade i Catalogue of Life.